# Ein starkes Team: Ihr letzter Kunde
Ihr letzter Kunde ist ein deutscher Fernsehfilm von René Heisig aus dem Jahr 2005. Es handelt sich um die 30. Folge der Krimiserie Ein starkes Team mit Maja Maranow und Florian Martens in den Hauptrollen.

## Handlung
Kriminalhauptkommissarin Verena Berthold und Kollege Otto Garber haben den Mord an der BWL-Studentin Jennifer Preuß aufzuklären, deren Leiche im Wald gefunden wurde. Nachdem Georg Scholz nach Münster gezogen ist, nimmt der junge Benedikt Kolberg dessen Stelle im Team ein und darf sogleich bei den Außenermittlungen mitarbeiten.
Die Studentin hatte als Hostess gearbeitet und zuletzt mit Kai Wiesholler, einem erfolgreichen Sportler, Kontakt, der gerade bei der Polizei für eine Anti-Drogen-Kampagne Werbung macht und der nun unter Mordverdacht gerät. Wiesholler gibt an, dass er die Frau über eine Agentur als Blind Date gebucht habe, sie aber nicht bei ihm angekommen sei. Eine entsprechende Beschwerde liegt bei der Agentur vor. Von dort lassen sich die Ermittler Yüzgüler und Kolberg eine Liste der Kunden geben, die in den letzten Monaten von Jennifer Preuß „bedient“ wurden. Einer dieser Kunden ist der Abgeordnete Steingruber, der von der Studentin mit einem Video erpresst wurde. Er gibt an, dass er zahlungswillig war und Preuß das Geld bringen wollte, sie jedoch nicht angetroffen habe. Nachdem eine erneute Geldforderung eintrifft, kann ihre Mitbewohnerin als Mitwisser und Komplize der Erpressung überführt werden. Konkrete Beweise für den Mord liegen allerdings nicht vor.
Dagegen erhärtet sich der Verdacht gegen Kai Wiesholler, denn die Ermittler finden heraus, dass er mit seinen Damenbekanntschaften häufig sehr hart umging und es keinen Beweis dafür gibt, dass Jennifer Preuß in der Tatnacht nicht doch bei ihm war. Als der Ermittlungsdruck steigt, wird plötzlich Wiesholler selbst tot aufgefunden. Der Spurenlage nach war es Suizid, was sich seine Freunde Ulrich Baring und Thomas Overbeck nicht vorstellen können. Dies bestätigt sich nach der Obduktion. Overbeck ist Pressesprecher der Polizei und im Augenblick mit Berthold liiert. Bei einem Besuch auf seinem Boot hat diese nicht nur Baring kennengelernt, sondern auch den Spitzensportler wiedergetroffen. Doch so innig war die Freundschaft der drei dann doch nicht. Overbeck war es leid, dass Wiesholler ihn und Baring immer nur ausnutzte. Nachdem er nun auch noch die Leiche für ihn entsorgen musste, fing Wiesholler an ihn damit zu erpressen. Im Streit verlor er die Nerven und erschoss Wiesholler.

## Hintergrund
Ihr letzter Kunde wurde in Berlin unter dem Arbeitstitel Bis dass der Tod euch scheidet gedreht und am 30. April 2005 um 20:15 Uhr im ZDF erstausgestrahlt. Ben Kolberg (Kai Lentrodt) übernimmt in dieser Episode den Posten von Georg Scholz (Leonard Lansink). Als Hommage an Lansink und seine Rolle in der Wilsberg-Reihe wird im Film nicht nur ein Hinweis auf Münster eingearbeitet, sondern auch eine Rolle mit einem Overbeck besetzt, wie er auch in der Wilsberg-Reihe vorkommt.
Sputnik, dessen Rolle als Geschäftsmann in der Serie als ein Running Gag angelegt ist, hat sich in dieser Folge eine Kegelbahn mit Gaststätte zugelegt, nach dem Motto „Brot und Spiele“.

## Kritiken
Die Kritiker der Fernsehzeitschrift TV Spielfilm vergeben die beste Wertung (Daumen nach oben) und meinen anerkennend: „Geistreich, humorvoll, exzellent besetzt.“